# Lithodes maja
Lithodes maja — вид неполнохвостых раков из семейства крабоиды. Крабоиды обладают внешним сходством с крабами (Brachyura), но легко отличимы по редуцированной пятой паре ходильных ног и асимметричному брюшку у самок.

## Внешний вид и строение
Ширина карапакса до 13—14 см. Lithodes maja имеет коричневую или оранжевую окраску и покрыт крупными шипами.

## Распространение и места обитания
Встречается на севере Атлантического океана у берегов Норвегии, севера Британских островов, Фарерских островов, Исландии, Шпицбергена и от юго-восточной Гренландии. В Канаде обнаружен от Ньюфаундленда и южнее. Держится на глубинах до 800 метров. Обитает на твёрдых и мягких грунтах.

## Lithodes majaи человек
Из-за более низкой, чем у тихоокеанских промысловых крабоидов, плодовитости, Lithodes maja не может служить объектом коммерческого промысла.